# Stawa

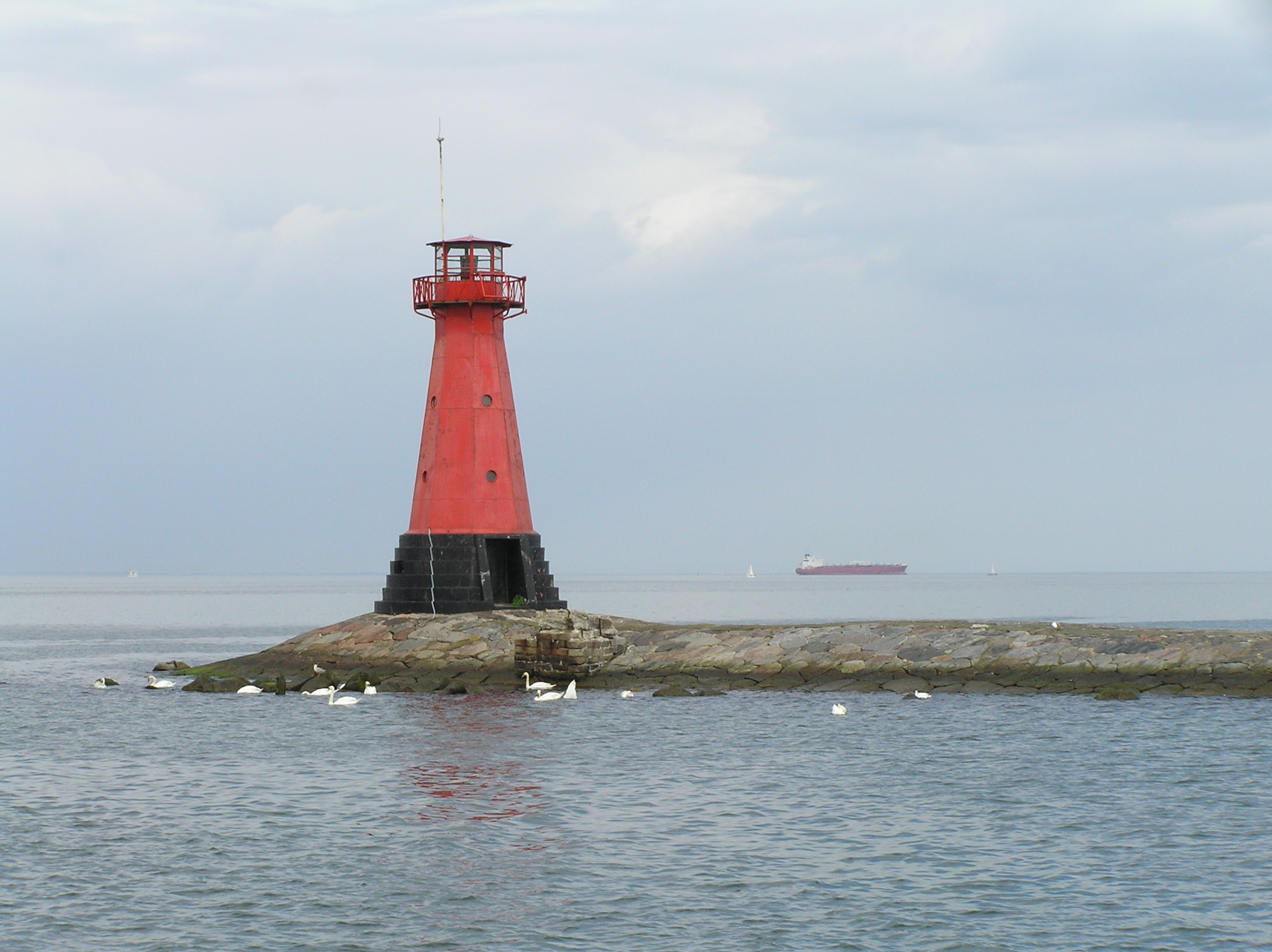
Główka wejściowa do portu morskiego Gdańsk – koniec Kanału Portowego

Stawa – znak nawigacyjny lub sygnalizacyjny umieszczony na brzegu lub w morzu w sposób stały, tzn. wbity w dno bez użycia kotwicy.
Stawa ma łatwo rozpoznawalny kształt, czasem może również emitować sygnały – świetlne, dźwiękowe lub radiowe. Para staw lub stawa i inny znak stały (latarnia morska itp.) mogą tworzyć zespół znaków naprowadzających zwany nabieżnikiem.
W Polsce charakterystycznymi i znanymi są: Stawa Młyny (w kształcie wiatraka) i Stawa Galeriowa w Świnoujściu, tworzące nabieżnik Młyny-Galeriowa, wyznaczający kierunek przy podejściu do portu morskiego w Świnoujściu.